# 26688 Wangenevieve
26688 Wangenevieve è un asteroide della fascia principale. Scoperto nel 2001, presenta un'orbita caratterizzata da un semiasse maggiore pari a 2,8878744 UA e da un'eccentricità di 0,0267494, inclinata di 2,91555° rispetto all'eclittica.